# Les Gold
Leslie Gold, detto Les (Detroit, 20 giugno 1950), è un imprenditore e personaggio televisivo statunitense.
È noto per essere il proprietario della American Jewelry and Loan, banco dei pegni all'interno del quale è stato girato il noto reality Il banco dei pugni.

## Biografia
Les Gold nasce il 20 giugno 1950 a Detroit, nel Michigan, in una famiglia ebraica di origini lituane, nipote di un pawnbroker che possedeva la Sam's Loans, un banco dei pegni non più esistente sulla Michigan Avenue. Infatti, il locale sarà teatro di una rapina a mano armata, terminata con la morte del poliziotto chiamato per l'emergenza. La Sam's Loans è dove Les fece la sua prima vendita, all'età di sette anni. Il locale di Sam's Loans ha ospitato un ristorante a tema pawn shop dal 2014 al 2020 (anno di chiusura).
Gold iniziò ad entrare nel mondo degli affari a dodici anni, comprando pizza e rivendendola a tranci ai compagni di scuola della Hebrew School.
Il vero e proprio primo banco dei pegni di Gold viene aperto nel 1978, la American Jewelry and Loan, al Green Eight Shopping Center ad Oak Park.
Nel 1993 spostò la sua attività nel luogo attuale, sulla Greenfield Road a Detroit, vicino alla 8 Mile, in un edificio di 5.000 metri quadrati che in precedenza era un locale bowling.
La compagnia viene gestita da Les insieme al figlio Seth, e precedentemente anche dalla figlia Ashley: ha 5 sedi, conta all'incirca 200 dipendenti e serve circa 1.000 clienti al giorno.
Les, anche dopo la ripresa del reality, rimane un osservatore delle tendenze economiche, per questo motivo, continua ad essere ricercato per conferenze, seminari di formazione alla vendita e guida finanziaria da media e agenzie di stampa come The Detroit News, USA Today, Fox Business, Forbes Magazine e altro ancora. Les è anche noto per i suoi consigli di negoziazione che sono spesso l'argomento delle sue apparizioni sui media su The Today Show, Yahoo! Financial Fit, Good Morning America, CNN Your Money e altro ancora.
“Dealing with the unexpected is one of the reasons I became a pawnbroker and learning to love the craziness is one of the reasons I’m damn good at it.”
"Affrontare l'imprevisto è uno dei motivi per cui sono diventato un prestatore di pegni e imparare ad amare la follia è uno dei motivi per cui sono dannatamente bravo"

## Il banco dei pugni
Gold, la sua famiglia e il suo banco dei pegni sono i protagonisti della serie televisiva Il banco dei pugni (Hardcore Pawn), ideata dalla truTV e trasmessa in Italia su DMAX ed eXplora.
Nel 1998 il produttore indipendente Richard Dominick vide uno spot pubblicitario di Gold trasmesso in televisione e si accorse del potenziale che Les e il suo business possedevano. Decise così di tentare la creazione di un reality show costruito intorno alla sua attività; l'idea, nonostante trovasse Seth Gold (il figlio minore) riluttante, ricevette il "via libera" da Les. La puntata pilota andò in onda nel 2009. Dominick è adesso il co-produttore esecutivo della serie, con Mike Gamson. Les e Seth Gold furono poi nominati produttori esecutivi dall'inizio della terza stagione.
La prima stagione della serie ha attirato due milioni di telespettatori, stabilendo il record come trasmissione più vista di truTV. A giugno 2013, gli ascolti hanno superato i 3 milioni.

## Pubblicazioni
L'autobiografia di Gold, For What It's Worth: Business Wisdom from a Pawnbroker, è stata pubblicata il 1 giugno 2013 da Penguin/Portfolio. Il libro tratta della propria esperienza personale nella creazione di un banco dei pegni di successo e fornisce dettagli su come lo ha fatto e su come chiunque in qualsiasi campo può "pensare come un banco dei pegni". Scrivendo per Forbes, il collega imprenditore Josh Linkner spiega come ha imparato dai consigli di Gold.
Il libro si è classificato al quarto posto nell'elenco dei best seller del New York Times nella categoria Consigli, istruzioni e varie per la settimana del 30 giugno 2013,  e all'ottavo posto nella categoria Libri con copertina rigida per il mese di luglio 2013. Gold, inoltre, è stato ospite nella trasmissione dell'ABC, Good Morning America, il 18 giugno 2013 per trattare la sua autobiografia.

## Filantropia
Gold supporta il The Heat And Warmth Fund ("THAW Fund"), che aiuta le famiglie locali a pagare le bollette di luce e gas.
Nel febbraio 2013 organizza un evento di raccolta fondi soprannominato "Hardcore THAW" tenutasi fuori orario nel suo negozio, dove ha raccolto più di 40.000$ per l'organizzazione.

## Vita privata
È sposato con Lilli Gold dal 1975. Insieme hanno due figli, Ashley e Seth.